# Meurtre à l'italienne (film, 1965)
Pour les articles homonymes, voir Meurtre à l'italienne.
Pour plus de détails, voir Fiche technique et Distribution.
Meurtre à l'italienne (Io uccido, tu uccidi) est un film franco-italien composé de 6 sketchs réalisé par Gianni Puccini, sorti le 25 mars 1965.

## Synopsis
Les sketches racontent les différentes façons de commettre un meurtre.
Le sketch interprété par Franco Franchi et Ciccio Ingrassia est peut-être le plus connu : il s'agit d'une réinterprétation ironique de la nouvelle Cavalleria rusticana (it), dans laquelle deux hommes tuent leurs deux femmes et vont ensemble fêter cela à Paris.
Les autres épisodes racontent l'histoire d'une call-girl qui essaye de provoquer un infarctus chez un riche client sans y réussir, d'une femme qui se fait tuer pour sauver l'homme qu'elle aime, d'un fumeur victime de son vice, d'un don Juan qui meurt durant une de ses entreprises sexuelles et de quelques gamins qui tuent ceux qui ne respectent pas leur petit chien bien-aimé.

## Fiche technique
- Titre original : Io uccido, tu uccidi
- Titre français : Meurtre à l'italienne
- Réalisation : Gianni Puccini
- Scénario : G. Boschi, Ennio De Concini, Gianni Puccini, Filippo Sanjust
- Photographie : Marcello Gatti
- Montage : Cleofe Conversi
- Musique : Franco Salina
- Sociétés de production : Gulliver Film (Paris), Metropolis Film (Rome)
- Pays d’origine :  Italie,  France
- Format : noir et blanc — son mono
- Genre : comédie
- Durée : 130 minutes
- Date de sortie : 25 mars 1965

## Distribution
- Franco Franchi : Turiddu
- Ciccio Ingrassia : Alfio
- Franca Polesello : Lola
- Rosalba Neri : Santuzza
- Enrico Viarisio : Marquis Cirillo
- Paolo Panelli : Marquis Achille Pozzuoli
- Margaret Lee : Milena
- Daniela Igliozzi :
- Mario Siletti : Professeur Ferreris
- Eugenio Cappabianca :
- Emmanuelle Riva : Lucia Rossi Perozzi
- Jean-Louis Trintignant : Gianni Santi
- Dominique Boschero :
- Stella Monclar :
- Mario Colli : un tueur à gages
- Paul Muller :
- Franco Giacobini :
- Gina Mascetti :
- Giusi Raspani Dandolo :
- Bernard Berat :
- Luciana Paluzzi :
- Maria Barba :
- Andrea Checchi : le commissaire
- Enzo Garinei : le psychanalyste (section Giochi acerbi)
- Cinzia Bruno :
- Roberto Ingravalle :
- Eleonora Rossi Drago :
- Tomás Milián : Tommaso
- Mirella Maravidi (segment Il Plenilunio)
- Franco Balducci :
- Ángel Álvarez :
- Luciano Catenacci :
- María Cuadra :
- Cristina Galbó :
- Sandalio Hernández :
- Luis Induni :
- Rufino Inglés :
- Peter Lee Lawrence :
- Piero Lulli :
- Paolo Magalotti :
- Pietro Martellanza :
- Andrés Mejuto :
- Ana María Noé :
- Franco Pasquetto :
- Javier de Rivera :
- José Rubio :
- Eulalia Tenorio :
- Elsa Vazzoler :